# Charta 77

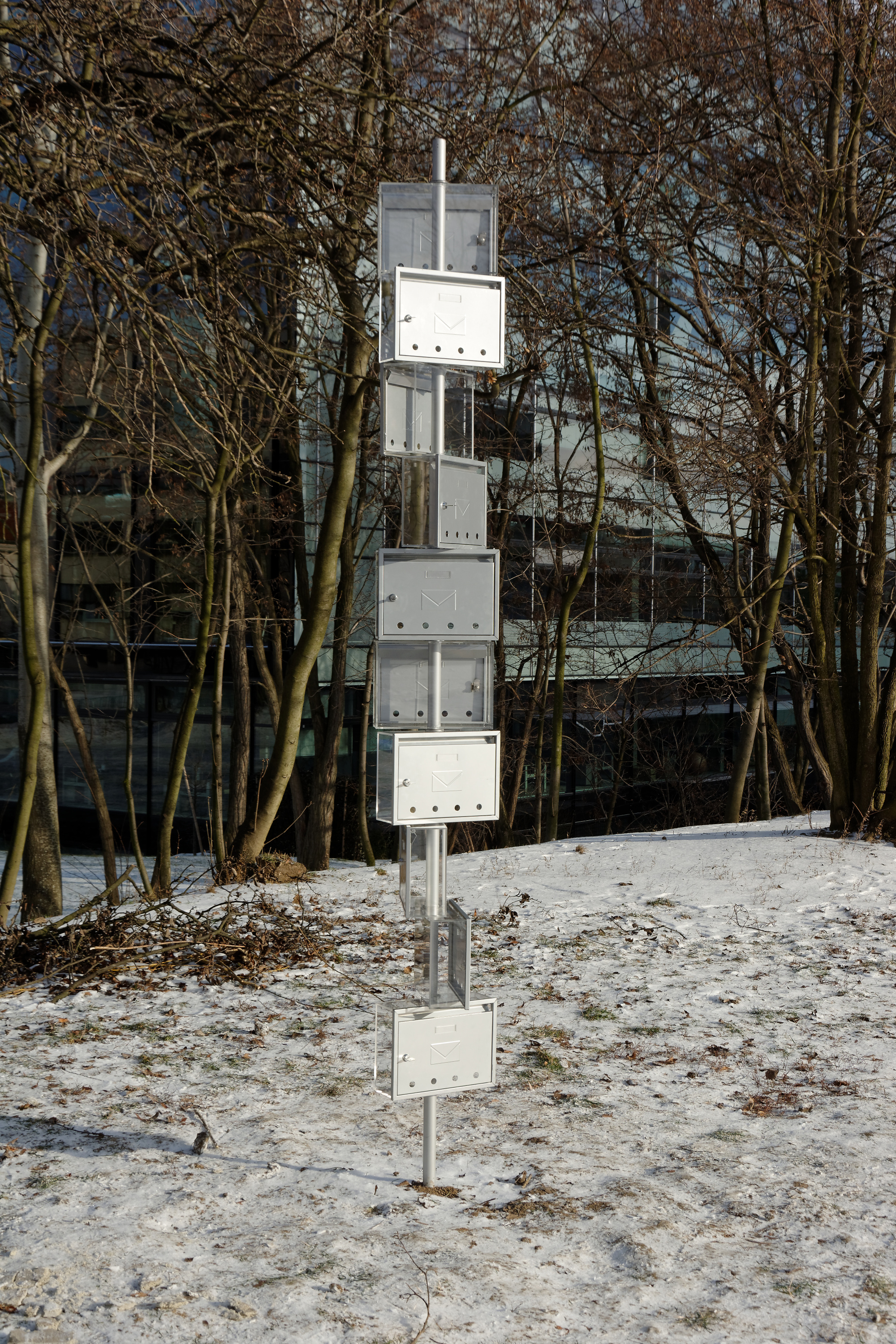
Charta 77-monument i Prag.

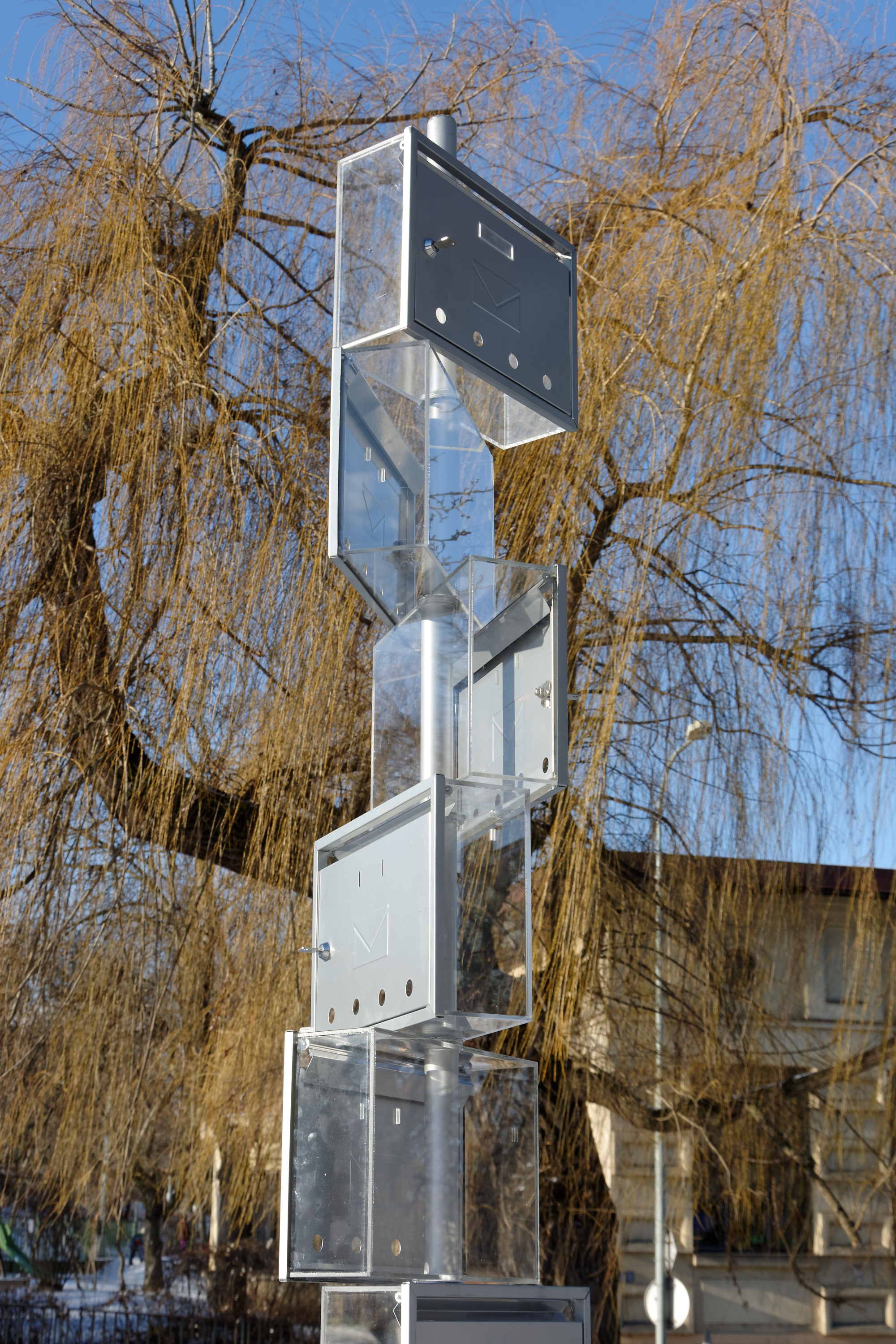
Charta 77-monument i Prag (närbild).

Charta 77[uttal saknas] var en informell medborgarrättslig gruppering i Tjeckoslovakien från 1976 till 1992, som förespråkade reformer i opposition mot Gustáv Husáks kommunistiska regim under hela 1980-talet. Gruppen tog namnet Charta 77 från titeln på ett dokument som ursprungligen rört sig inom Tjeckoslovakien i januari 1977. Att sprida texten i dokumentet ansågs vara ett politiskt brott av den tjeckoslovakiska regeringen. Några av förgrundsfigurerna var Václav Havel och Jan Patočka. Charta 77 var en reaktion på Helsingforskonferensen 1975, vars människorättsprinciper gruppen kritiserade sin regering för att inte kunnat efterleva. Efter sammetsrevolutionen 1989 spelade många av gruppens medlemmar viktiga roller i tjeckisk och slovakisk politik.

## Framväxt och ideologi
Charta 77 var en rörelse som var emot normaliseringsprocessen efter Pragvåren. Dokumentet Charta 77 blev känt för en större allmänhet som en programförklaring publicerad den 6 januari 1977 i flera västliga tidningar (som Le Monde, Frankfurter Allgemeine Zeitung, The Times och New York Times) och hade undertecknats av 242 tjeckoslovakiska medborgare som representerade olika arbeten, politiska åsikter och religioner. År 1980 hade dokumentet undertecknats av 1 200 personer. Regeringen blev kritiserad av Charta 77 för att ha låtit bli att genomföra de mänskliga rättigheterna i en mängd dokument som de hade skrivit under. Den tjeckoslovakiska konstitutionen, slutakten till 1975 års Konferens om säkerhet och samarbete i Europa, och FN:s konventioner om politiska, medborgerliga, ekonomiska och kulturella rättigheter var några av dessa som regeringen inte genomförde.
Dokumentet beskrev undertecknarna som en "fri, informell och öppen sammanslutning av människor förenade av viljan att arbeta enskilt och gemensamt för respekt för mänskliga och medborgerliga rättigheter i vårt land och i hela världen." Det markerades att Charta 77 inte var en organisation, att de inte hade stadgar eller permanenta organ, och "att de inte ligger till grund för någon oppositionell politisk verksamhet." Det sista yttrandet var ett försök att hålla sig inom gränserna för tjeckoslovakisk lag, som förbjöd organiserad politisk opposition.